# Weigel (Patrizier)

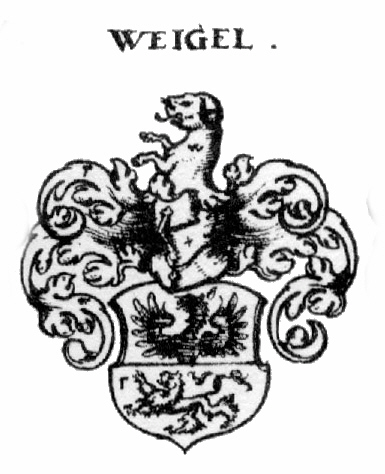
Das Wappen der Weigel

Die Weigel (auch: Weigel von Neumarkt) waren eine der ältesten Patrizierfamilien der Freien Reichsstadt Nürnberg, erstmals urkundlich in Nürnberg erwähnt im Jahr 1285. Die Nürnberger Linie Weigel war ab 1332 bis zu ihrem Aussterben im Jahre 1430 im „Inneren Rat“ vertreten, sie gehörte nach dem „Tanzstatut“ zu den „alten“ ratsfähigen Geschlechtern.

## Geschichte
Der Ursprung der Weigel ist nicht eindeutig geklärt. Es ist wahrscheinlich, dass sie von einem staufischen Ministerialengeschlecht aus Gegend um Neumarkt in der Oberpfalz abstammten und in der zweiten Hälfte des 13. Jahrhunderts nach Nürnberg zugewandert sind. Die Nürnberger Überlieferung geht aufgrund der Wappenverwandtschaft davon aus, dass die Weigel, Neumarkter und die Muffel demselben Geschlecht entstammten. Die Weigel wurden erstmals 1285 urkundlich in Nürnberg erwähnt und hatten ab 1332 das Recht, Mitglieder in den Inneren Rat zu entsenden. Aufgrund ihrer Abstammung waren sie schon früh in und um Nürnberg begütert.
Anfang des 14. Jahrhunderts teilten sich die Weigel in die Eschenauer und die Nürnberger Linie. In Eschenau sind die Weigel erstmals 1331 nachgewiesen, aber bereits 1379 wieder erloschen. Die Nürnberger Linie betrieb Handel und war bis zu ihrem Erlöschen im Jahr 1430 im Inneren Rat vertreten.
Die Weigel sollen Namensgeber der im Nordosten von Nürnberg gelegenen Ortschaft Weigelshof sein (heute Stadtgebiet Nürnberg).

## Ehemalige Besitzungen (Auszug)
- ????–1379 Eschenau[2] (ab 1350 waren durch Heirat 50 % in der Hand der von Wolfstein)
- 1302–???? den Zehnten von Geschaidt (Kleingeschaidt und Großgeschaidt) und Schöllenbach (von Lupold von Bebenburg verpfändet), sowie die Grundherrschaft über einige der Anwesen[3]
- ????–1381/88 das Anwesen Königstraße 2 in Nürnberg (Später Viatishaus)
- ????–1430 (?) Weigelshof
- ????–1381 Burg Eschenau, Von-Muffel-Platz 1, 2 (ab 1350 waren durch Heirat 50 % in der Hand der von Wolfstein)

## Bekannte Familienmitglieder
- Offnai (Euphemia) Weigel (?-?) erwirkte 1331/34 die Marktfreiheit für Eschenau von Kaiser Ludwig

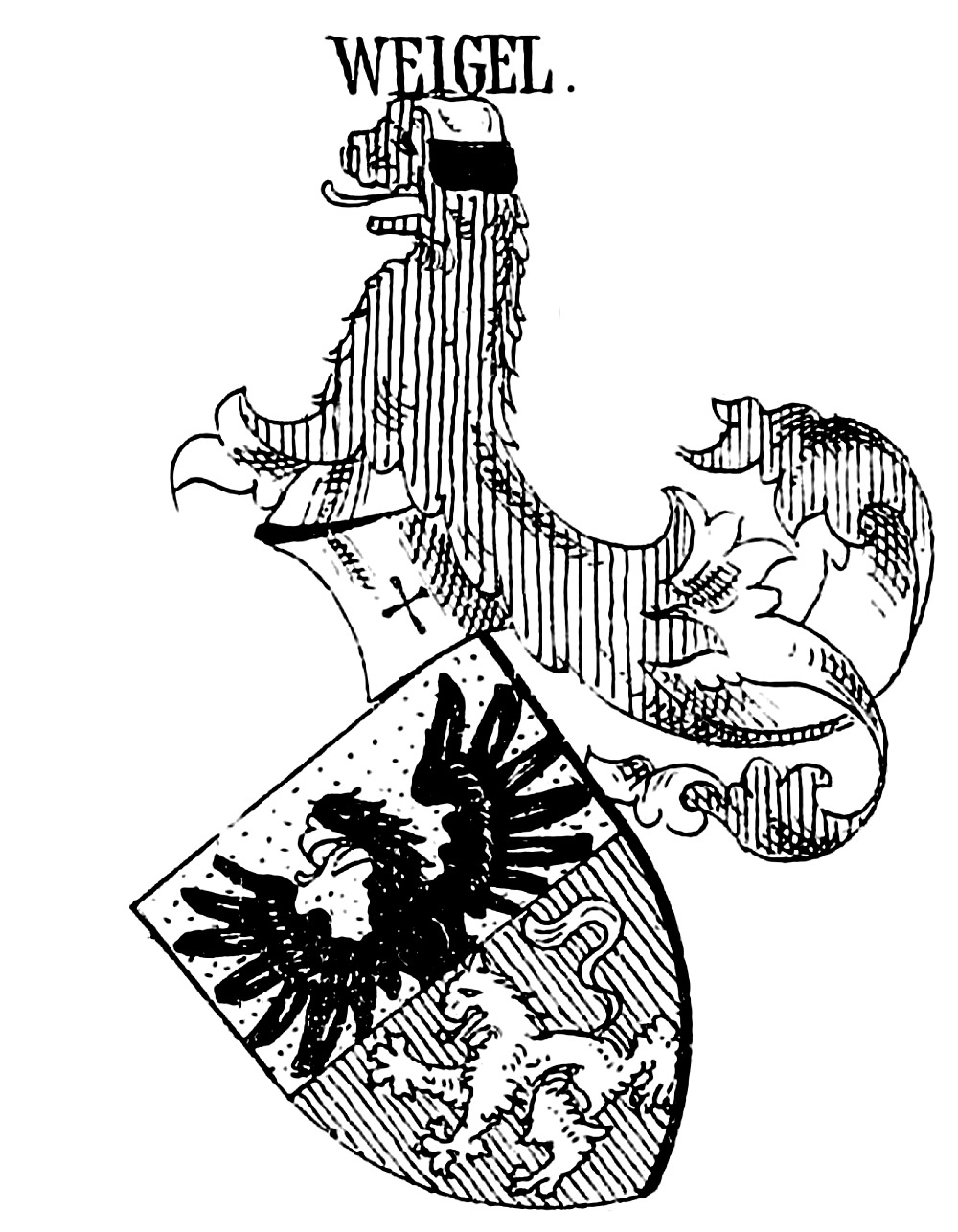
Wappen der Weigel in Siebmachers Wappenbüchern

## Wappen
Blasonierung: Von Gold und Rot geteilt, oben ein wachsender schwarzer Adler, unten ein aufrecht schreitender silberner Löwe. Auf dem Helm mit rot–silbernen Decken ein wachsender roter Bracke mit von Silber und Schwarz geteilten Ohren.